# ملکانان لندی کس
ملکانان لندی کس (به انگلیسی: Malakanan Landakass) یک منطقهٔ مسکونی در پاکستان است که در خیبر پختونخوا واقع شده‌است.